# Taliqu
Taliqu (Taliqu Hizr Khan) fou kan del Kanat de Txagatai (1308-1309). Era fill de Qadaqchi i net de Büri (net al seu torn de Txagatai Khan); la seva mare era una princesa de Kirman.
A la mort de Könchek el 1308, Taliqu va prendre el poder i es va proclamar kan. Convertit ja gran a l'islam (quan va adoptar el nom musulmà d'Hizr o Hidhr), va intentar que els seus súbdits adoptessin aquesta religió però això no va agradar als mongols; com que no era descendent de Duwa no era considerat per tots com a kan legítim i els fills de Duwa i els partidaris de la seva família es van revoltar i van posar al capdavant a Kebek, fill de Duwa. Els rebels van derrotar a Taliqu en una batalla el 1309 i els partidaris de Taliqu van desertar i es van unir a Kebek. Taliqu fou assassinat i Kebek va pujar al tron.